# Papaso
Papaso is een bestuurslaag in het regentschap Padang Lawas van de provincie Noord-Sumatra, Indonesië. Papaso telt 2486 inwoners (volkstelling 2010).